# NT Marajó (G-27)
O NT Marajó (G-27) foi um navio-tanque da Marinha do Brasil.

## História
Primeira embarcação moderna deste tipo usada pela Marinha do Brasil, foi projetado e construído no país pela Ishikawajima do Brasil Estaleiros S/A (ISHIBRAS), no Rio de Janeiro, com quem a Marinha, através de sua Comissão de Construção Naval, assinou contrato em 23 de novembro de 1965.
Foi lançado ao mar em 31 de Janeiro de 1968 e entregue à Marinha em 22 de outubro do mesmo ano. Sua Mostra de Armamento deu-se em 8 de janeiro de 1969, data em que é comemorado o aniversário da embarcação.
Subordinado ao Comando do Primeiro Esquadrão de Apoio que possui a função de reabastecer, no mar, os navios da Esquadra Brasileira, por meio de transferência de óleo combustível.
A faina de transferência de óleo no mar era realizada por qualquer dos bordos da embarcação. O Marajó é o único navio-tanque da Armada capaz de conduzir o combustível usado pelo NAe São Paulo (A-12).
O navio deu baixa da Armada no dia 21 de novembro de 2016, após 51 anos de serviço ativo. São atribuídas a ele 1855 fainas de combustível em 2922 dias no mar com 614,656,18 milhas náuticas navegadas.

## Características
- Deslocamento (toneladas): 12.889 padrão; 16.000 a plena carga[1]
- Dimensões (metros): 134,4 x 19,3 x 7,3[1]
- Velocidade (nós): 13[1]
- Raio de Ação (milhas): 9.200 a 13 nós[1]
- Tripulação: 121 homens[1]
- Capacidade de Carga (toneladas): 6.600 de combustível[1]